# Picoo Z

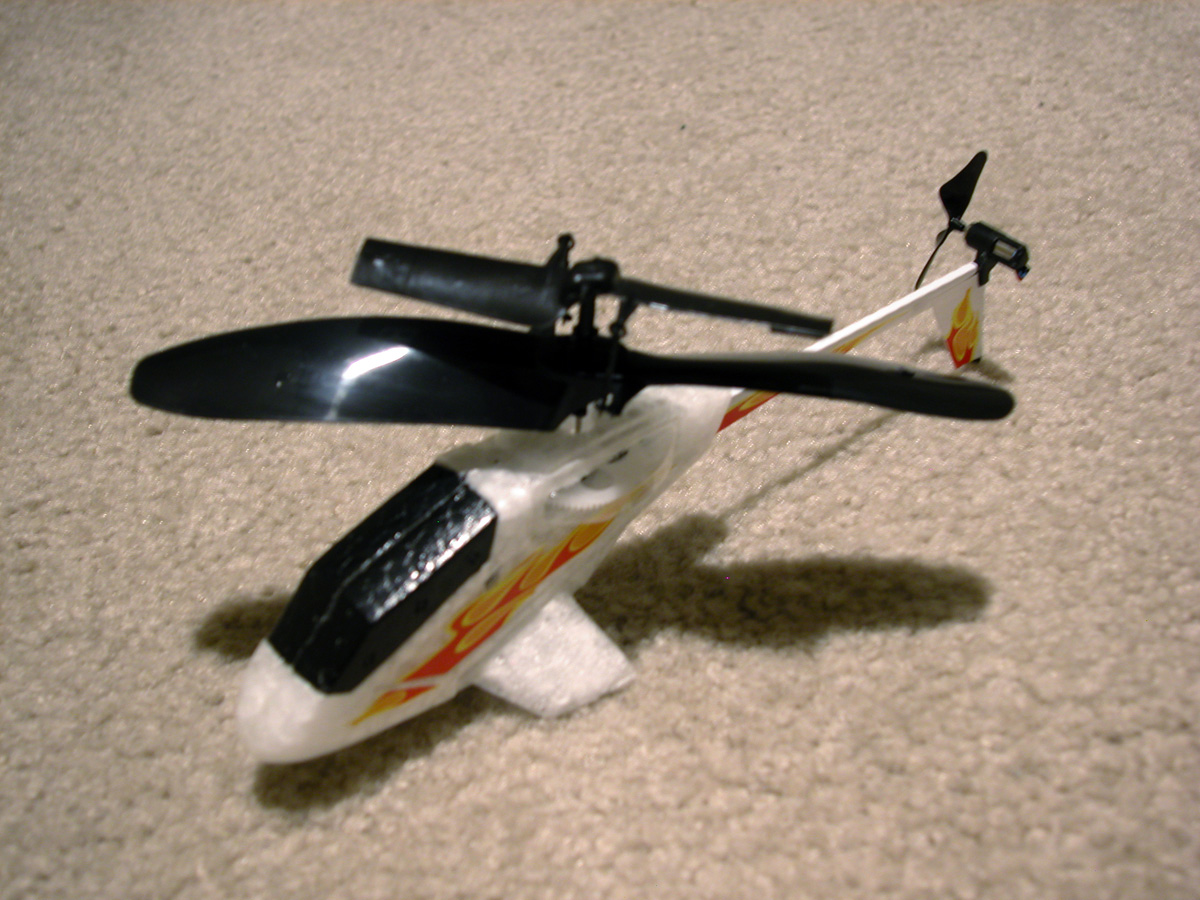
Picoo Z

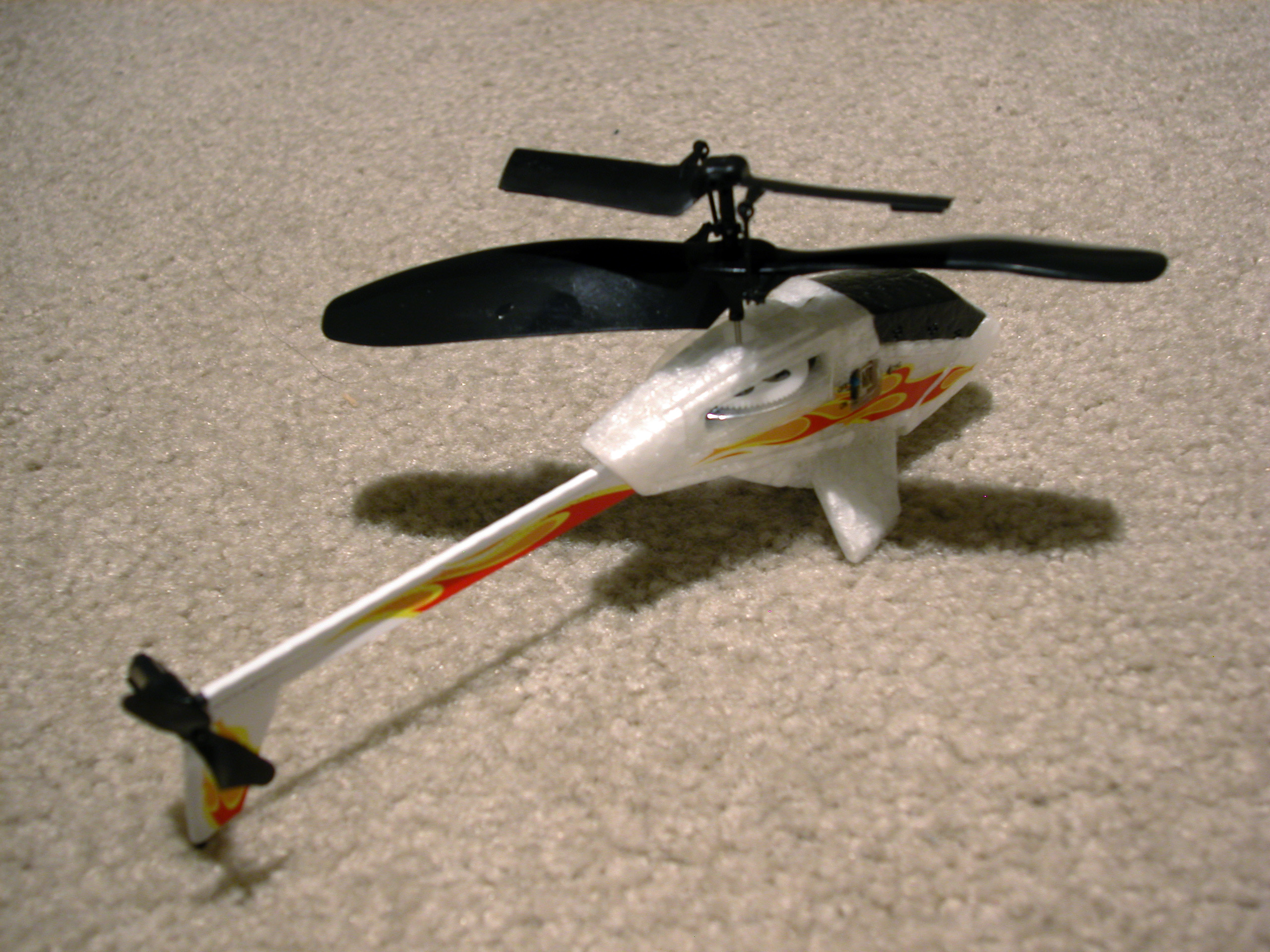
Picoo Z

Picoo Z (även såld under namnet Air Hogs Havoc Heli i Nordamerika) är en liten tvåkanals fjärrstyrd minihelikopter. Picoo Z tillverkas av Silverlit. Helikoptern innehar Guinness Rekordboks rekord för den minsta massproducerade radiostyrda helikoptern.

## Funktioner och kapacitet
Designad av en belgare, är Picoo Z den minsta massproducerade radiostyrda helikoptern i världen. Helikoptern är 170 millimeter lång och väger bara 10 gram, huvudpropellern har ett vingspann på 130 millimeter. Helikoptern styrs av en 3-frekvensig a-b-c fjärrkontroll med två kanaler, en för huvudmotorn och en för styrrodret.

## Specifikationer

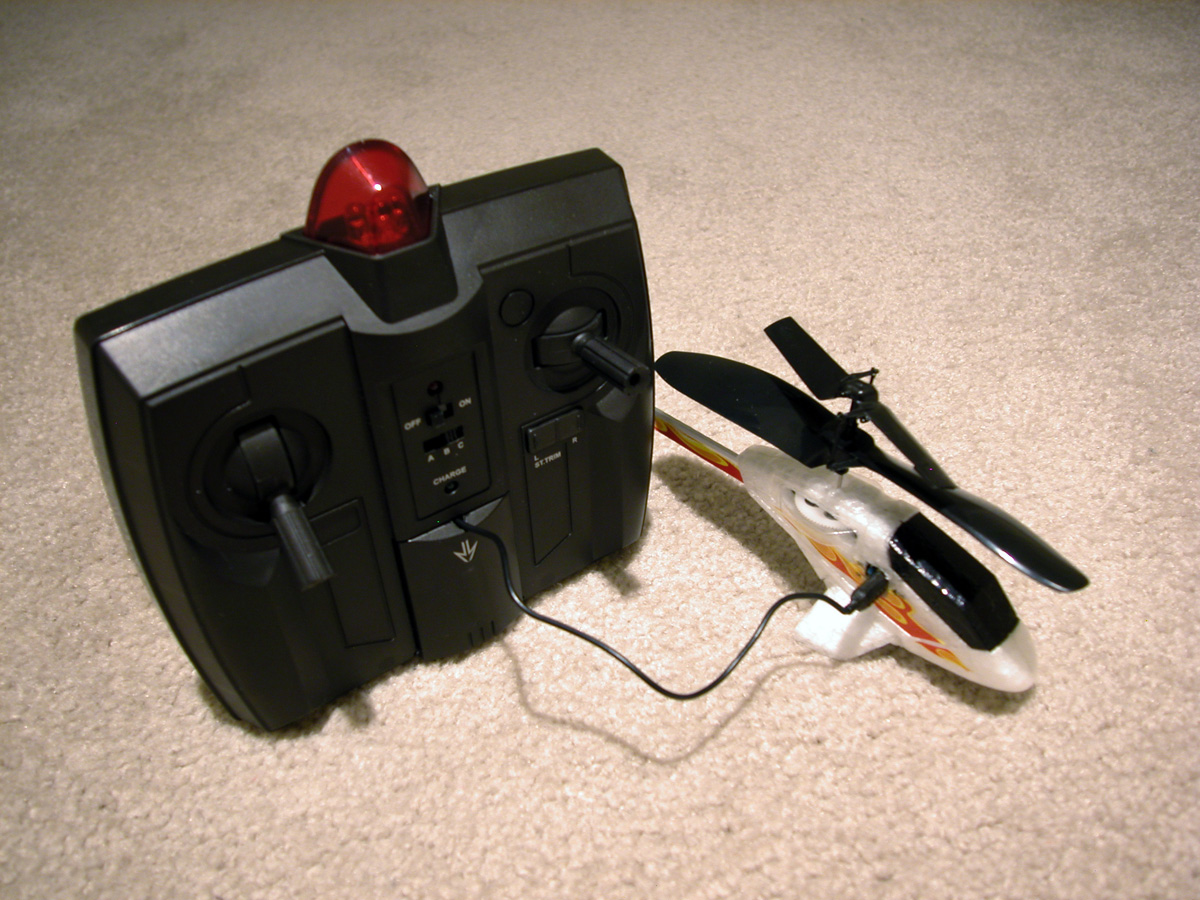
En Picoo Z som laddas direkt från dess kontroll

- Huvudrotorns diameter: 130 mm (5,25 in)
- Längd: 170 mm (6,5 in) excluding rotors
- Styr rotor diameter: 30 mm (1,25 in)
- Vikt: 10 g
- Laddnings tid: 20 minuter till full laddning
- Flygtid: 5 - 10 minuter
- Kontroll specifikation: 2-kanaler, IR signaler

## Sky Challenger
Sky Challenger är ett set av två Picoo Z helikoptrar. Varje helikopter har en infraröd lampa vilket gör att man kan skjuta infraröda signaler på den andra helikoptern så den tappar kontrollen och störtar. Det finns tre faser i Sky Challenger spelet: 1 Skjut på din motståndare så helikoptern börjar snurra, det andra skottet gör så att motståndarens helikopter tappar höjd och börjar sjunka, det tredje skottet gör så att motståndaren tappar kontrollen helt över helikoptern och störtar.

## Förfalskningar och tvister
Det officiella namnet är Picoo Z (med ett c och två o), men produkten är ofta felstavad (Picco Z med två c och ett o). Detta är något som andra företag har uppmärksammat och av det gjort förfalskningar av produkten.